# Ummidia erema
Ummidia erema là một loài nhện trong họ Ctenizidae. U. erema được miêu tả năm 1925 bởi Ralph Vary Chamberlin.